# Ladainha de Todos os Santos
A Ladainha dos Santos (em latim: Litaniae Sanctorum) mais conhecida em português como Ladainha de Todos os Santos é uma oração da Igreja Católica, e uma invocação a Santissima Trindade, pedido de intercessão da Virgem Maria, dos Anjos e todos os mártires e santos mais importantes da Cristandade. É mais proeminentemente cantada durante a Vigília Pascal e nas celebrações do Sacramento do Batismo e na liturgia das Ordens Sacras.
Os nomes dos Santos invocados aparecem no Martirológio da Igreja.
É ilícito invocar nomes daqueles que a Igreja não admitiu no Catálogo dos Santos (embora, na prática, muitos nomes falsos ou fabricados são algumas vezes cantados em desafio desta regra, e uma versão conhecida inclui Orígenes, um grande teólogo da Igreja, mas que não é considerado um santo merecedor de veneração pública).
A ordem na qual os santos são chamadas é a seguinte:
- Pedido de perdão a Santíssima Trindade, seguido das invocações a
(1) Nossa Senhora, a Virgem Maria (2) Os Anjos 
(3) Patriarcas e Profetas, incluindo São João Batista, concluindo com os cônjuges Nossa Senhora e São José 
(4) Os Apóstolos e discípulos do Senhor 
(5) Mártires 
(6) Bispos e Doutores da Igreja 
(7) Padres e Religiosos Leigos
Na versão da língua latina da Ladainha, os nomes de um ou mais santos são cantados por um Cantor ou coro, e a resposta da congregação é, Ora pro nobis (se é apenas um santo) ou Orate pro nobis no plural do imperativo do verbo (se houver mais de um santo). As duas respostas se traduzem em "rogai por nós". No entanto, é permitido personalizar a Ladainha dos Santos para um ritual fúnebre ou Missa, para os mortos, e isto foi feito durante o famoso enterro do Papa João Paulo II, em que a resposta foi Ora[te] pro eo, ou "Rogai por ele."
Após a invocação dos santos, a Ladainha conclui com uma série de súplicas a Deus para ouvir as orações dos fiéis.
A versão definitiva da católica romana "Litania dos Santos" é um texto em latim publicado no Graduale Romanum.

## Texto
| Latim e Grego (original)                                                                                          | Português (Tradução ) |
| --- | --- |
| V. Kyrie, eléison.                                                                                                | V. Senhor, tende piedade de nós. |
| R. Christe, eléison.                                                                                              | R. Cristo, tende piedade de nós. |
| V. Kyrie, eléison.                                                                                                | V. Senhor, tende piedade de nós. |
| | |
| V. Christe, audi nos.                                                                                             | V. Cristo, ouvi-nos. |
| R. Christe, exáudi nos.                                                                                           | R. Cristo, atendei-nos. |
| | |
| V. Pater de cælis, Deus.                                                                                          | V. Deus Pai do céu |
| R. Miserére nobis.                                                                                                | R. tende Misericórdia de nós. |
| | |
| V. Fili, Redémptor mundi, Deus.                                                                                   | V. Filho Redentor do mundo, que sois Deus.                                                                                                |
| R. Miserére nobis.                                                                                                | R. tende piedade de nós. |
| | |
| V. Spíritus Sancte, Deus.                                                                                         | V. Deus Espírito Santo, |
| R. Miserére nobis.                                                                                                | R. tende piedade de nós |
| | |
| V. Sancta Trínitas, unus Deus.                                                                                    | V. Santíssima Trindade, que sois um só Deus.                                                                                              |
| R. Miserére nobis.                                                                                                | R. tende piedade de nós. |
| | |
| V. Sancta María.                                                                                                  | V. Santa Maria. |
| R. Ora pro nobis.                                                                                                 | R. Rogai por nós. |
| | |
| V. Sancta Dei Génetrix.                                                                                           | V. Santa Mãe de Deus. |
| R. Ora pro nobis.                                                                                                 | R. Rogai por nós. |
| | |
| V. Sancta Virgo vírginum.                                                                                         | V. Santa Virgem das virgens. |
| R. Ora pro nobis.                                                                                                 | R. Rogai por nós. |
| V. Sancte Michael.                                                                                                | V. São Miguel. |
| R. Ora pro nobis.                                                                                                 | R. Rogai por nós. |
| | |
| V. Sancte Gabriel.                                                                                                | V. São Gabriel. |
| R. Ora pro nobis.                                                                                                 | R. Rogai por nós. |
| | |
| V. Sancte Raphael.                                                                                                | V. São Rafael. |
| R. Ora pro nobis.                                                                                                 | R. Rogai por nós. |
| | |
| V. Omnes sancti Angeli et Archangeli.                                                                             | V. Todos os santos Anjos e Arcanjos. |
| R. Orate pro nobis.                                                                                               | R. Rogai por nós. |
| | |
| V. Omnes sancti beatórum Spírituum ordines.                                                                       | V. Todos as santas ordens de Espíritos bem-aventurados.                                                                                   |
| R. Orate pro nobis.                                                                                               | R. Rogai por nós. |
| | |
| V. Sancte Joánnes Baptista.                                                                                       | V. São João Batista. |
| R. Ora pro nobis.                                                                                                 | R. Rogai por nós. |
| | |
| V. Sancte Josephe.                                                                                                | V. São José. |
| R. Ora pro nobis.                                                                                                 | R. Rogai por nós. |
| | |
| V. Omnes sancti Patriárchæ et Prophetæ.                                                                           | V. Todos os santos patriarcas e profetas.                                                                                                 |
| R. Orate pro nobis.                                                                                               | R. Rogai por nós. |
| | |
| V. Sancte Petre.                                                                                                  | V. São Pedro. |
| R. Ora pro nobis.                                                                                                 | R. Rogai por nós. |
| | |
| V. Sancte Paule.                                                                                                  | V. São Paulo. |
| R. Ora pro nobis.                                                                                                 | R. Rogai por nós. |
| | |
| V. Sancte Andrea.                                                                                                 | V. Santo André. |
| R. Ora pro nobis.                                                                                                 | R. Rogai por nós. |
| | |
| V. Sancte Jacobe.                                                                                                 | V. São Tiago. |
| R. Ora pro nobis.                                                                                                 | R. Rogai por nós. |
| | |
| V. Sancte Joánnes.                                                                                                | V. São João. |
| R. Ora pro nobis.                                                                                                 | R. Rogai por nós. |
| | |
| V. Sancte Thoma.                                                                                                  | V. São Tomé. |
| R. Ora pro nobis.                                                                                                 | R. Rogai por nós. |
| | |
| V. Sancte Jacobe.                                                                                                 | V. São Tiago. |
| R. Ora pro nobis.                                                                                                 | R. Rogai por nós. |
| | |
| V. Sancte Philippe.                                                                                               | V. São Filipe. |
| R. Ora pro nobis.                                                                                                 | R. Rogai por nós. |
| | |
| V. Sancte Bartholomæe.                                                                                            | V. São Bartolomeu. |
| R. Ora pro nobis.                                                                                                 | R. Rogai por nós. |
| | |
| V. Sancte Matthæe.                                                                                                | V. São Mateus. |
| R. Ora pro nobis.                                                                                                 | R. Rogai por nós. |
| | |
| V. Sancte Simon.                                                                                                  | V. São Simão. |
| R. Ora pro nobis.                                                                                                 | R. Rogai por nós. |
| | |
| V. Sancte Thaddæe.                                                                                                | V. São Tadeu. |
| R. Ora pro nobis.                                                                                                 | R. Rogai por nós. |
| | |
| V. Sancte Matthia.                                                                                                | V. São Matias. |
| R. Ora pro nobis.                                                                                                 | R. Rogai por nós. |
| | |
| V. Sancte Barnaba.                                                                                                | V. São Barnabé. |
| R. Ora pro nobis.                                                                                                 | R. Rogai por nós. |
| | |
| V. Sancte Luca.                                                                                                   | V. São Lucas. |
| R. Ora pro nobis.                                                                                                 | R. Rogai por nós. |
| | |
| V. Sancte Marce.                                                                                                  | V. São Marcos. |
| R. Ora pro nobis.                                                                                                 | R. Rogai por nós. |
| | |
| V. Omnes sancti Apóstoli et Evangelistæ.                                                                          | V. Todos os santos apóstolos e evangelistas.                                                                                              |
| R. Orate pro nobis.                                                                                               | R. Rogai por nós. |
| | |
| V. Omnes sancti Discípuli Dómini.                                                                                 | V. Todos os santos Discípulos do Senhor.                                                                                                  |
| R. Orate pro nobis.                                                                                               | R. Rogai por nós. |
| | |
| V. Omnes sancti Innocéntes.                                                                                       | V. Todos os santos inocentes. |
| R. Orate pro nobis.                                                                                               | R. Rogai por nós. |
| | |
| V. Sancte Stephane.                                                                                               | V. Santo Estêvão. |
| R. Ora pro nobis.                                                                                                 | R. Rogai por nós. |
| | |
| V. Sancte Laurénti.                                                                                               | V. São Lourenço. |
| R. Ora pro nobis.                                                                                                 | R. Rogai por nós. |
| | |
| V. Sancte Vincenti.                                                                                               | V. São Vicente. |
| R. Ora pro nobis.                                                                                                 | R. Rogai por nós. |
| | |
| V. Sancti Fabiane et Sebastiane.                                                                                  | V. Santos Fabiano e Sebastião. |
| R. Orate pro nobis.                                                                                               | R. Rogai por nós. |
| | |
| V. Sancti Joánnes et Paule.                                                                                       | V. Santos João e Paulo |
| R. Orate pro nobis.                                                                                               | R. Rogai por nós. |
| | |
| V. Sancti Cosma et Damiane.                                                                                       | V. Santos Cosme e Damião. |
| R. Orate pro nobis.                                                                                               | R. Rogai por nós. |
| | |
| V. Sancti Gervasi et Protasi.                                                                                     | V. Santos Gervásio e Protásio. |
| R. Orate pro nobis.                                                                                               | R. Rogai por nós. |
| | |
| V. Omnes sancti Mártyres.                                                                                         | V. Todos os santos Mártires. |
| R. Orate pro nobis.                                                                                               | R. Rogai por nós. |
| | |
| V. Sancte Silvester.                                                                                              | V. São Silvestre. |
| R. Ora pro nobis.                                                                                                 | R. Rogai por nós. |
| | |
| V. Sancte Gregóri.                                                                                                | V. São Gregório. |
| R. Ora pro nobis.                                                                                                 | R. Rogai por nós. |
| | |
| V. Sancte Ambrósi.                                                                                                | V. Santo Ambrósio. |
| R. Ora pro nobis.                                                                                                 | R. Rogai por nós. |
| | |
| V. Sancte Augustine.                                                                                              | V. Santo Agostinho. |
| R. Ora pro nobis.                                                                                                 | R. Rogai por nós. |
| | |
| V. Sancte Hieronyme.                                                                                              | V. São Jerônimo. |
| R. Ora pro nobis.                                                                                                 | R. Rogai por nós. |
| | |
| V. Sancte Martine.                                                                                                | V. São Martinho. |
| R. Ora pro nobis.                                                                                                 | R. Rogai por nós. |
| | |
| V. Sancte Nicolaë.                                                                                                | V. São Nicolau. |
| R. Ora pro nobis.                                                                                                 | R. Rogai por nós. |
| | |
| V. Omnes sancti Pontifices et Confessores.                                                                        | V. Todos os santos pontífices e confessores.                                                                                              |
| R. Orate pro nobis.                                                                                               | R. Rogai por nós. |
| | |
| V. Omnes sancti Doctores.                                                                                         | V. Todos os santos doutores. |
| R. Orate pro nobis.                                                                                               | R. Rogai por nós. |
| | |
| V. Sancte Antoni.                                                                                                 | V. Santo Antônio. |
| R. Ora pro nobis.                                                                                                 | R. Rogai por nós. |
| | |
| V. Sancte Benedicte.                                                                                              | V. São Bento. |
| R. Ora pro nobis.                                                                                                 | R. Rogai por nós. |
| | |
| V. Sancte Bernarde.                                                                                               | V. São Bernardo. |
| R. Ora pro nobis.                                                                                                 | R. Rogai por nós. |
| | |
| V. Sancte Dominice.                                                                                               | V. São Domingos. |
| R. Ora pro nobis.                                                                                                 | R. Rogai por nós. |
| | |
| V. Sancte Francisce.                                                                                              | V. São Francisco. |
| R. Ora pro nobis.                                                                                                 | R. Rogai por nós. |
| | |
| V. Omnes sancti Sacerdótes et Levitæ.                                                                             | V. Todos os santos sacerdotes e levitas.                                                                                                  |
| R. Orate pro nobis.                                                                                               | R. Rogai por nós. |
| | |
| V. Omnes sancti Monachi et Eremitæ.                                                                               | V. Todos os santos Monges e eremitas. |
| R. Orate pro nobis.                                                                                               | R. Rogai por nós. |
| | |
| V. Sancta María Magdalena.                                                                                        | V. Santa Maria Madalena. |
| R. Ora pro nobis.                                                                                                 | R. Rogai por nós. |
| | |
| V. Sancta Agatha.                                                                                                 | V. Santa Águeda. |
| R. Ora pro nobis.                                                                                                 | R. Rogai por nós. |
| | |
| V. Sancta Lucia.                                                                                                  | V. Santa Lúcia. |
| R. Ora pro nobis.                                                                                                 | R. Rogai por nós. |
| | |
| V. Sancta Agnes.                                                                                                  | V. Santa Inês. |
| R. Ora pro nobis.                                                                                                 | R. Rogai por nós. |
| | |
| V. Sancta Cæcilia.                                                                                                | V. Santa Cecília. |
| R. Ora pro nobis.                                                                                                 | R. Rogai por nós. |
| | |
| V. Sancta Catharina.                                                                                              | V. Santa Catarina. |
| R. Ora pro nobis.                                                                                                 | R. Rogai por nós. |
| | |
| V. Sancta Anastasia.                                                                                              | V. Santa Anastasia. |
| R. Ora pro nobis.                                                                                                 | R. Rogai por nós. |
| | |
| V. Omnes sanctæ Vírgines et Víduæ.                                                                                | V. Todas as Santas Virgens e Viúvas. |
| R. Orate pro nobis.                                                                                               | R. Rogai por nós. |
| | |
| V. Omnes Sancti et Sanctæ Dei.                                                                                    | V. Todas os Santos e Santas de Deus. |
| R. Intercédite pro nobis.                                                                                         | R. Intercedam por nós. |
| | |
| V. Propitius esto.                                                                                                | V. Sede-nos propício. |
| R. Parce nobis, Dómine.                                                                                           | R. Perdoai-nos, Senhor. |
| | |
| V. Propitius esto.                                                                                                | V. Sede-nos propício. |
| R. Exáudi nos, Dómine.                                                                                            | R. Atendei-nos, Senhor. |
| | |
| V. Ab omni malo.                                                                                                  | V. De todo o mal. |
| R. Líbera nos, Dómine.                                                                                            | R. Livrai-nos, Senhor. |
| | |
| V. Ab omni peccáto.                                                                                               | V. De todo o pecado. |
| R. Líbera nos, Dómine.                                                                                            | R. Livrai-nos, Senhor. |
| | |
| V. Ab ira tua. | V. Da sua ira. |
| R. Líbera nos, Dómine.                                                                                            | R. Livrai-nos, Senhor. |
| | |
| V. A subitanea et improvisa morte.                                                                                | V. Da morte repentina e imprevista. |
| R. Líbera nos, Dómine.                                                                                            | R. Livrai-nos, Senhor. |
| | |
| V. Ab insídiis diaboli.                                                                                           | V. Das ciladas do demônio. |
| R. Líbera nos, Dómine.                                                                                            | R. Livrai-nos, Senhor. |
| | |
| V. Ab ira, et ódio, et omni mala voluntáte.                                                                       | V. De toda a ira, ódio e má vontade. |
| R. Líbera nos, Dómine.                                                                                            | R. Livrai-nos, Senhor. |
| | |
| V. A spíritu fornicatiónis.                                                                                       | V. Do espírito da fornicação. |
| R. Líbera nos, Domine.                                                                                            | R. Livrai-nos, Senhor. |
| | |
| V. A fulgure et tempestáte.                                                                                       | V. Do raio e da tempestade. |
| R. Líbera nos, Dómine.                                                                                            | R. Livrai-nos, Senhor. |
| | |
| V. A flagello terræmotus.                                                                                         | V. Do flagelo do terremoto. |
| R. Líbera nos, Dómine.                                                                                            | R. Livrai-nos, Senhor. |
| | |
| V. A peste, fame et bello.                                                                                        | V. Da peste da fome e da guerra. |
| R. Líbera nos, Dómine.                                                                                            | R. Livrai-nos, Senhor. |
| | |
| V. A morte perpetua.                                                                                              | V. Da morte eterna. |
| R. Líbera nos, Dómine.                                                                                            | R. Livrai-nos, Senhor. |
| | |
| V. Per mystérium sanctæ Incarnatiónis tuæ.                                                                        | V. Pelo mistério de vossa santa encarnação.                                                                                               |
| R. Líbera nos, Dómine.                                                                                            | R. Livrai-nos, Senhor. |
| | |
| V. Per advéntum tuum.                                                                                             | V. Pela vossa vinda. |
| R. Líbera nos, Dómine.                                                                                            | R. Livrai-nos, Senhor. |
| | |
| V. Per nativitátem tuam.                                                                                          | V. Pelo vosso nascimento . |
| R. Líbera nos, Dómine.                                                                                            | R. Livrai-nos, Senhor. |
| | |
| V. Per baptismum et sanctum jejunium tuum.                                                                        | V. Por vosso batismo e santo jejum . |
| R. Líbera nos, Dómine.                                                                                            | R. Livrai-nos, Senhor. |
| | |
| V. Per crucem et passiónem tuam.                                                                                  | V. Por vossa cruz e paixão |
| R. Líbera nos, Dómine.                                                                                            | R. Livrai-nos, Senhor. |
| | |
| V. Per mortem et sepultúram tuam.                                                                                 | V. Por vossa morte e sepultura. |
| R. Líbera nos, Dómine.                                                                                            | R. Livrai-nos, Senhor. |
| | |
| V. Per sanctam resurrectiónem tuam.                                                                               | V. Por vossa santa ressurreição. |
| R. Líbera nos, Dómine.                                                                                            | R. Livrai-nos, Senhor. |
| | |
| V. Per admirábilem ascensiónem tuam.                                                                              | V. Por vossa admirável ascensão. |
| R. Líbera nos, Dómine.                                                                                            | R. Livrai-nos, Senhor. |
| | |
| V. Per advéntum Spíritus Sancti Paracliti.                                                                        | V. Pela vinda do Espírito Santo Consolador.                                                                                               |
| R. Líbera nos, Dómine.                                                                                            | R. Livrai-nos, Senhor. |
| | |
| V. In die judícii.                                                                                                | V. No dia do juízo. |
| R. Líbera nos, Dómine.                                                                                            | R. Livrai-nos, Senhor. |
| | |
| V. Peccatóres. | V. Pecadores que somos. |
| R. Te rogamus, audi nos.                                                                                          | R. Nós vos rogamos: ouvi-nos. |
| | |
| V. Ut nobis parcas.                                                                                               | V. Que nos perdoeis. |
| R. Te rogamus, audi nos.                                                                                          | R. Nós vos rogamos: ouvi-nos. |
| | |
| V. Ut nobis indulgeas.                                                                                            | V. Que useis de indulgência conosco. |
| R. Te rogamus, audi nos.                                                                                          | R. Nós vos rogamos: ouvi-nos. |
| | |
| V. Ut ad veram pœniténtiam nos perducere dignéris.                                                                | V. Que nos digneis conduzi-nos a verdadeira penitência.                                                                                   |
| R. Te rogamus, audi nos.                                                                                          | R. Nós vos rogamos: ouvi-nos. |
| | |
| V. Ut Ecclésiam tuam sanctam regere et conservare dignéris.                                                       | V. Que nos digneis reagir e conservar a vossa santa igreja.                                                                               |
| R. Te rogamus, audi nos.                                                                                          | R. Nós vos rogamos: ouvi-nos. |
| | |
| V. Ut domnum Apostolicum et omnes ecclesiásticos ordines in sancta religióne conservare dignéris.                 | V. Que nos digneis conservar a vossa santa religião o Senhor Apostólico e a todos as ordens da hierarquia eclesiástica.                   |
| R. Te rogamus, audi nos.                                                                                          | R. Nós vos rogamos: ouvi-nos. |
| | |
| V. Ut inimícos sanctæ Ecclésiæ humiliare dignéris.                                                                | V. Que nos digneis humilhar os inimigos da santa igreja.                                                                                  |
| R. Te rogamus, audi nos.                                                                                          | R. Nós vos rogamos: ouvi-nos. |
| | |
| V. Ut régibus et princípibus christiánis pacem et veram concordiam donare dignéris.                               | V. Que nos digneis conceder a verdadeira paz e concórdia entre os reis e príncipes cristãos.                                              |
| R. Te rogamus, audi nos.                                                                                          | R. Nós vos rogamos: ouvi-nos. |
| | |
| V. Ut cuncto pópulo christiáno pacem et unitátem largiri dignéris.                                                | V. Que nos digneis conceder a paz e a união a todo o povo cristão.                                                                        |
| R. Te rogamus, audi nos.                                                                                          | R. Nós vos rogamos: ouvi-nos. |
| | |
| V. Ut omnes errántes ad unitátem Ecclésiæ revocare, et infidéles univérsos ad Evangélii lumen perducere dignéris. | V. Que nos digneis chamar à unidade da Igreja, a todos os que estão alheios a ela, para iluminar todos os infiéis com a luz do Evangelho. |
| R. Te rogamus, audi nos.                                                                                          | R. Nós vos rogamos: ouvi-nos. |
| | |
| V. Ut nosmetípsos in tuo sancto servítio confortare et conservare dignéris.                                       | V. Que vos digneis confortar-nos e conservar-nos em vosso santo serviço.                                                                  |
| R. Te rogamus, audi nos.                                                                                          | R. Nós vos rogamos: ouvi-nos. |
| | |
| V. Ut mentes nostras ad cæléstia desidéria erigas.                                                                | V. Que levanteis nossos corações a desejar as coisas celestiais.                                                                          |
| R. Te rogamus, audi nos.                                                                                          | R. Nós vos rogamos: ouvi-nos. |
| | |
| V. Ut ómnibus benefactóribus nostris sempitérna bona retríbuas.                                                   | V. Que nos digneis retribuir, com os bens eternos a todos os nossos benfeitores.                                                          |
| R. Te rogamus, audi nos.                                                                                          | R. Nós vos rogamos: ouvi-nos. |
| | |
| V. Ut ánimas nostras, fratrum, propinquorum et benefactórum nostrórum ab ætérna damnatióne erípias.               | V. Que livreis da morte eterna nossas almas e as de nossos irmãos, parentes e benfeitores.                                                |
| R. Te rogamus, audi nos.                                                                                          | R. Nós vos rogamos: ouvi-nos. |
| | |
| V. Ut fructus terræ dare et conservare dignéris.                                                                  | V. Que nos digneis dar e conservar os frutos da terra.                                                                                    |
| R. Te rogamus, audi nos.                                                                                          | R. Nós vos rogamos: ouvi-nos. |
| | |
| V. Ut ómnibus fidelibus defunctis réquiem ætérnam donare dignéris.                                                | V. Que nos digneis conceder o eterno descanso a todos os fiéis defuntos.                                                                  |
| R. Te rogamus, audi nos.                                                                                          | R. Nós vos rogamos: ouvi-nos. |
| | |
| V. Ut nos exáudire dignéris.                                                                                      | V. Que nos digneis atender-nos. |
| R. Te rogamus, audi nos.                                                                                          | R. Nós vos rogamos: ouvi-nos. |
| | |
| V. Fili Dei. | V. Fliho de Deus. |
| R. Te rogamus, audi nos.                                                                                          | R. Nós vos rogamos: ouvi-nos. |
| | |
| V. Agnus Dei, qui tollis peccáta mundi.                                                                           | V. Cordeiro de Deus que tirais os pecados do mundo.                                                                                       |
| R. Parce nobis, Dómine.                                                                                           | R. Perdoai-nos, Senhor. |
| | |
| V. Agnus Dei, qui tollis peccáta mundi.                                                                           | V. Cordeiro de Deus que tirais os pecados do mundo.                                                                                       |
| R. Exáudi nos, Dómine.                                                                                            | R. Atendei-nos, Senhor. |
| | |
| V. Agnus Dei, qui tollis peccáta mundi.                                                                           | V. Cordeiro de Deus que tirais os pecados do mundo.                                                                                       |
| R. Miserére nobis.                                                                                                | R. tende piedade de nós. |
| | |
| V. Christe, audi nos.                                                                                             | V. Cristo, ouvi-nos. |
| R. Christe, exáudi nos.                                                                                           | R. Cristo, atendei-nos. |
| | |
| V. Kyrie, eléison.                                                                                                | V. Senhor, tende piedade de nós. |
| R. Christe, eléison. Kyrie, eléison.                                                                              | R. Cristo, tende piedade de nós. Senhor, tende piedade de nós                                                                             |
| | |
| Pater noster. (secréto usque ad)                                                                                  | Pai nosso (secreto): |
| | |
| V. Et ne nos indúcas in tentatiónem.                                                                              | V. E não nos dexeis cair em tentação. |
| R. Sed líbera nos a malo.                                                                                         | R. Mais livrai-nos do mal. |

## Orações finais
| Latim e Grego (original) | Português (Tradução ) |
| --- | --- |
| | |
| Psalmus 69. Deus, in adjutórium | Salmo 69. Deus, in adjutórium |
| 1 Deus, in adjutórium meum inténde: * Dómine ad adjuvándum me festína. | 1 Apressa-te, ó Deus, para livrar-me; * apressam para ajudar-me, ó Senhor. |
| 2 Confundántur et revereántur, * qui quærunt ánimam meam. | 2 Sejam envergonhados e confundidos os que buscam a minha alma; * deixá-los ser virado para trás e colocou a confusão que me querem mal.. |
| 3 Avertántur retrórsum, et erubéscant, * qui volunt mihi mala. | 3 Deixe-os para a sua recompensa ser logo trazido a vergonha, * que chorar em cima de mim, Não! lá! |
| 4 Avertántur statim erubescéntes, * qui dicunt mihi : Euge, euge. | 4 Mas vamos todos aqueles que te buscam ser alegre e feliz em ti: * e deixe todos como deliciar-se com a tua salvação dizer sempre: O Senhor seja louvado.. |
| 5 Exsúltent et læténtur in te omnes qui quærunt te, * et dicant semper : Magnificétur Dóminus : qui díligunt salutáre tuum. | 5 Quanto a mim, eu sou pobre e na miséria: * pressa te de mim, ó Deus. |
| 6 Ego vero egénus, et pauper sum : * Deus, ádjuva me. | 6 Tu és o meu ajudador, e meu redentor: * Ó Senhor, não te detenhas tempo. |
| 7 Adjútor meus, et liberátor meus es tu : * Dómine, ne moréris. | |
| 8 Glória Patri, et Fílio, et Spirítui Sancto. | 8 Glória ao Pai e ao Filho e ao Espírito Santo. |
| 9 Sicut erat in princípio, et nunc, et semper, * et in sæcula sæculórum. Amen. | 9 Como era no princípio agora e sempre, e por todos os séculos dos séculos. Amém. |
| | |
| V. Salvos fac servos tuos. | V. Ó Deus, salve os teus servos.. |
| R. Deus meus, sperántes in te. | R. que confiam em t. |
| | |
| V. Esto nobis, Dómine, turris fortitúdinis. | V. Seja para nós, ó Senhor, uma torre de força. |
| R. A fácie inimíci. | R. A partir da face do inimigo. |
| | |
| V. Nihil profíciat inimícus in nobis. | V. Que o inimigo não prevaleça contra nós. |
| R. Et fílius iniquitátis non appónat nocére nobis. | R. Nem o filho da inquietação e a maldade nos afligem. |
| | |
| V. Dómine, non secúndum peccáta nostra fácias nobis. | V. Ó Senhor, não nos trate segundo os nossos pecados. |
| R. Neque secúndum iniquitátes nostras retríbuas nobis. | R. Nem nos recompense segundo as nossas iniqüidades. |
| | |
| V. Orémus pro Pontifice nostro (Nomen). | V. Oremos pelo nosso Pontifíce (nome). |
| R. Dóminus consérvet eum, et vivíficet eum, et beátum fáciat eum in terra, et beátum fáciat eum in terra, et non tradat eum in ánimam inimicórum ejus. | R. O Senhor o conserve, vivifique, e o beatifique na face da Terra, e o beatifique na face da Terra, e nao o entregue nas maos de seus inimigos. |
| | |
| (Vacante Apostolica Sede, Versus cum suo Responsorio præteritur.) | (Se a Santa Sé está vaga, o versículo acima com a sua resposta é omitido.) |
| | |
| V. Orémus pro benefactóribus nostris. | V. Oremos pelos nossos benfeitores. |
| R. Retribúere dignáre, Dómine, ómnibus, nobis bona faciéntibus propter nomen tuum, vitam ætérnam. Amen. | R. Recompense ó Senhor, por causa de teu nome, a vida eterna a todos os que nos fazem bem. Amém. |
| | |
| V. Orémus pro fidelibus defunctis. | V. Oremos pelos fiéis defuntos. |
| R. Réquiem ætérnam dona eis, Dómine, et lux perpétua luceat eis. | R. Conceda o eterna descanso, ó Senhor, e deixe brilhar a luz perpétua sobre eles. |
| | |
| V. Requiéscant in pace. | V. Que eles descansem em paz. |
| R. Amen. | R. Amém. |
| | |
| V. Pro frátribus nostris abséntibus. | V. Oremos pelos nossos irmãos ausentes. |
| R. Salvos fac servos tuos, Deus meus, sperántes in te. | R. Salve, ó meu Deus, os que confiam em ti. |
| | |
| V. Mitte eis, Dómine, auxílium de sancto. | V. Emitir-lhes ajuda, ó Senhor, do teu santo lugar. |
| R. Et de Sion tuere eos. | R. E de Sião os entregue. |
| | |
| V. Dómine, exáudi oratiónem meam. | V. Ó Senhor, ouve a minha oração. |
| R. Et clamor meus ad te véniat. | R. E o meu clamor vem a ti. |
| | |
| V. Dóminus vobíscum. | V. O Senhor esteja convosco. |
| R. Et cum spíritu tuo. | R. E o espítio contigo. |
| | |
| Oremus. (Oratio) | Oremos |
| | |
| Deus, cui proprium est miseréri semper et parcere : súscipe deprecatiónem nostram ; ut nos, et omnes fámulos tuos, quos delictórum catena constringit, miserátio tuæ pietátis clementer absolvat. | Ó Deus, cuja natureza e propriedade é sempre ter misericórdia e perdoar; recebe as nossas humildes suplicas, que apesar de sermos vinculados pela cadeia de nossos pecados, deixa pela compaixão de Tua grande misericórdia, que sejamos perdoados. |
| | |
| Exáudi, quæsumus, Dómine, supplícium preces, et confiténtium tibi parce peccátis : ut páriter nobis indulgéntiam tríbuas benignus et pacem. | Ouve, ó Senhor, misericordiosamente as orações e suplicas, e perdoa os pecados daqueles que se confessam a Ti; que possam obter tanto o perdão e a paz. |
| | |
| Ineffábilem nobis, Dómine, misericórdiam tuam clementer osténde : ut simul nos et a peccátis ómnibus exuas, et a pœnis, quas pro his meremur, erípias. | Corra sobre nós, ó Senhor, a Tua misericórdia inefável; e sobre os nossos pecados e os castigos que eles merecem. |
| | |
| Deus, qui culpa offenderis, pœniténtia placaris : preces pópuli tui supplicántis propítius réspice ; et flagélla tuæ iracúndiæ, quæ pro peccátis nostris meremur, averte. | Ó Deus, que pelo pecado És ofendido e pela penitência pacificado; considera misericordiosamente as orações do Teu povo suplicante; e que os flagelos da Tua ira que merecemos pelos nossos pecados, se afastem. |
| | |
| (Se a Santa Sé está vaga, a oração abaixo é omitida.) | (Se a Santa Sé está vaga, a oração abaixo é omitida.) |
| | |
| Omnípotens sempiterne Deus, miserére famulo tuo Pontifici nostro (Nomen), et dírige eum secúndum tuam cleméntiam in viam salútis ætérnæ : ut, te donante, tibi placita cupiat, et tota virtúte perfíciat. | Omnipotente e Sempiterno Deus, tem misericórdia de Teu servo (nome), o nosso Pontífice, e com a Tua misericórdia governai-o no caminho da salvação e da vida eterna; que com toda a sua virtude, e pela Tua graça, são agradáveis a Ti. |
| | |
| Deus, a quo sancta desidéria, recta consília et justa sunt ópera : da servis tuis illam, quam mundus dare non potest, pacem ; ut et corda nostra mandátis tuis dedita, et, hóstium subláta formidine, témpora sint, tua protectióne, tranquilla. | Ó Deus, de quem todos os santos desejos, todos os bons conselhos, e todas as boas obras procedem; dá aos teus servos a paz que o mundo não pode dar; que os nossos corações dispostos a observar os Teus mandamentos, sejam defendidos do medo, por Tua protecção e tranquilidade. |
| | |
| Ure igne Sancti Spíritus renes nostros et cor nostrum, Dómine : ut tibi casto corpore serviamus, et mundo corde placeámus. | O fogo do Espírito Santo nas nossas mentes e nos nossos corações, ó Senhor; para que possamos servir-Te com um corpo casto e puro de coração, e sejamos agradáveis a Ti. |
| | |
| Fidélium, Deus, ómnium conditor et redemptor, animábus famulórum famularumque tuárum remissiónem cunctórum tríbue peccatórum : ut indulgéntiam, quam semper optavérunt, piis supplicatiónibus consequántur. | Ó Deus, Criador e Redentor concede às almas dos Teus servos e servas a remissão de todos os seus pecados, que o perdão que sempre desejaram, por súplicas piedosas eles o possam obter. |
| | |
| Actiónes nostras, quæsumus, Dómine, aspirándo prævéni et adjuvándo proséquere : ut cuncta nostra orátio et operátio a te semper incipiat et per te cœpta finiátur. | Nós Vos rogamos, Senhor, inspiração e ajuda contínua; que, todas as nossas orações e obras sejam sempre iniciadas, continuadas, e terminadas em Ti, para que possamos, finalmente, por Tua misericórdia obter a vida eterna. |
| | |
| Omnípotens sempiterne Deus, qui vivórum domináris simul et mortuórum, ómniumque miseréris quos tuos fide et ópere futuros esse prænoscis : te supplices exorámus ; ut, pro quibus effúndere preces decrevimus, quosque vel præsens sæculum adhuc in carne retinet vel futúrum jam exutos corpore suscépit, intercedéntibus ómnibus Sanctis tuis, pietátis tuæ cleméntia, ómnium delictórum suórum véniam consequántur. Per Dóminum nostrum Jesum Christum, Fílium tuum, qui tecum vivit et regnat in unitáte Spíritus Sancti, Deus, per ómnia sæcula sæculórum. | Omnipotente e Sempiterno Deus, que tens domínio sobre os vivos e os mortos, misericórdia para com todos os que serão Teus pela fé e boas obras; nós humildemente rogamos-Te; assim, para quem derramar as nossas orações, se neste mundo presente, ou se no que ainda está por vir, receber fora do corpo, ou recebe-los na carne; por intercessão de todos os Teus Santos, possa obter da Tua bondade, o perdão por todos os seus pecados. Por nosso Senhor Jesus Cristo, Teu Filho, que vive e reina Convosco na unidade do Espírito Santo, um só Deus, pelos séculos dos séculos. |
| | |
| R. Amen. | R. Amém. |
| | |
| V. Dóminus vobíscum. | V. O Senhor esteja convosco. |
| R. Et cum spíritu tuo. | R. E com teu espírito. |
| | |
| V. Exáudiat nos omnípotens et miséricors Dóminus. | V. Que o Senhor Todo-Poderoso e Misericordioso, nos atenda. |
| R. Amen. | R. Amém. |
| | |
| V. Et fidélium ánimæ † per misericórdiam Dei requiéscant in pace. | V. E que as almas dos fiéis defuntos, † através da misericórdia de Deus, descansem em paz. |
| R. Amen. | R. Amém. |